# Standard Vanguard
Модель Standard Vanguard выпускалась компанией Standard Motor в Ковентри, Англия, с 1947 по 1963 год.

## Vanguard Phase I и IA
Standard Vanguard первого поколения был представлен публике в июле 1947 года, производство началось в конце года (уже в 1948 модельном году, который начался осенью календарного 1947, что вызывает разночтения в указании года начала производства).
Автомобиль имел четырёхдверный рамный кузов «фастбэк» и внешне напоминал советский ГАЗ-М-20 «Победа» 1946 года — в отечественной литературе встречались утверждения о частичном заимствовании дизайна со стороны английских конструкторов, полностью исключить возможность чего нельзя, хотя более правдоподобно объяснение сходства ориентацией на одинаковые дизайнерские идеи. Автомобиль примечателен как один из первых серийных с кузовом без выступающих крыльев (так называемым «понтонным»).
Независимая передняя подвеска, стабилизаторы поперечной устойчивости, гидравлические барабанные тормоза. Двигатель был верхнеклапанным, с нижним распредвалом и штангами-толкателями , объёмом 2088 см³. Максимальная скорость приближалась к 127 км/ч, а до 100 км/ч машина разгонялась приблизительно за 21,5 секунду. Расход топлива составлял порядка 12,3 литра на 100 км пробега. Машина стоила 671 фунт стерлингов, включая налоги.
С 1950 года в гамме моделей появился универсал, поставлявшийся только в Бельгию. В том же году как опция стал доступен овердрайв (повышающая передача, позволяющая несколько уменьшить расход топлива). В 1952 году последовал рестайлинг — машина получила более низкий капот, увеличенного размера заднее стекло и новую решётку радиатора, более обобщённых форм, с одним горизонтальным брусом вместо множества тонких полос.

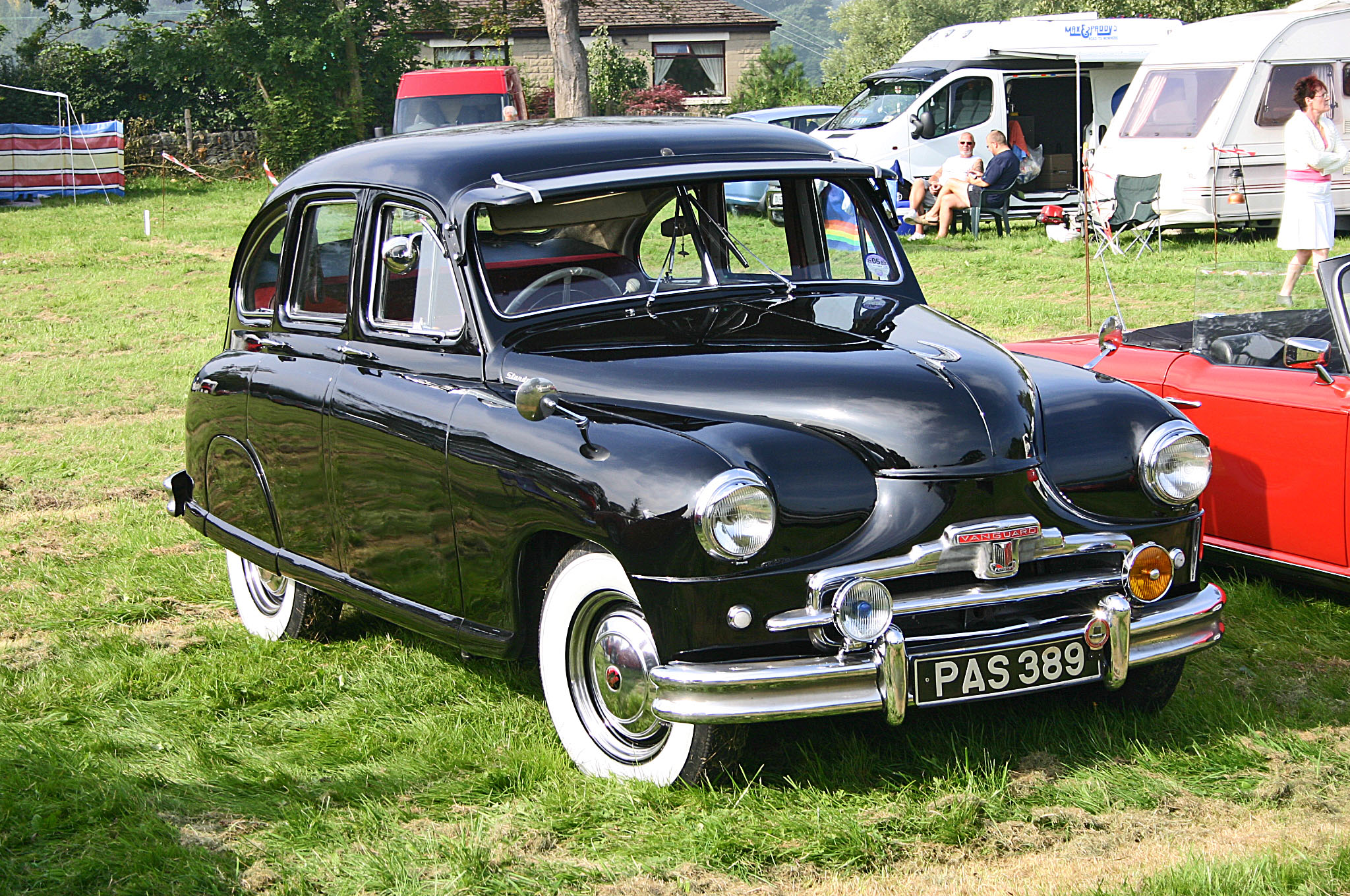
Phase 1A Standard Vanguard

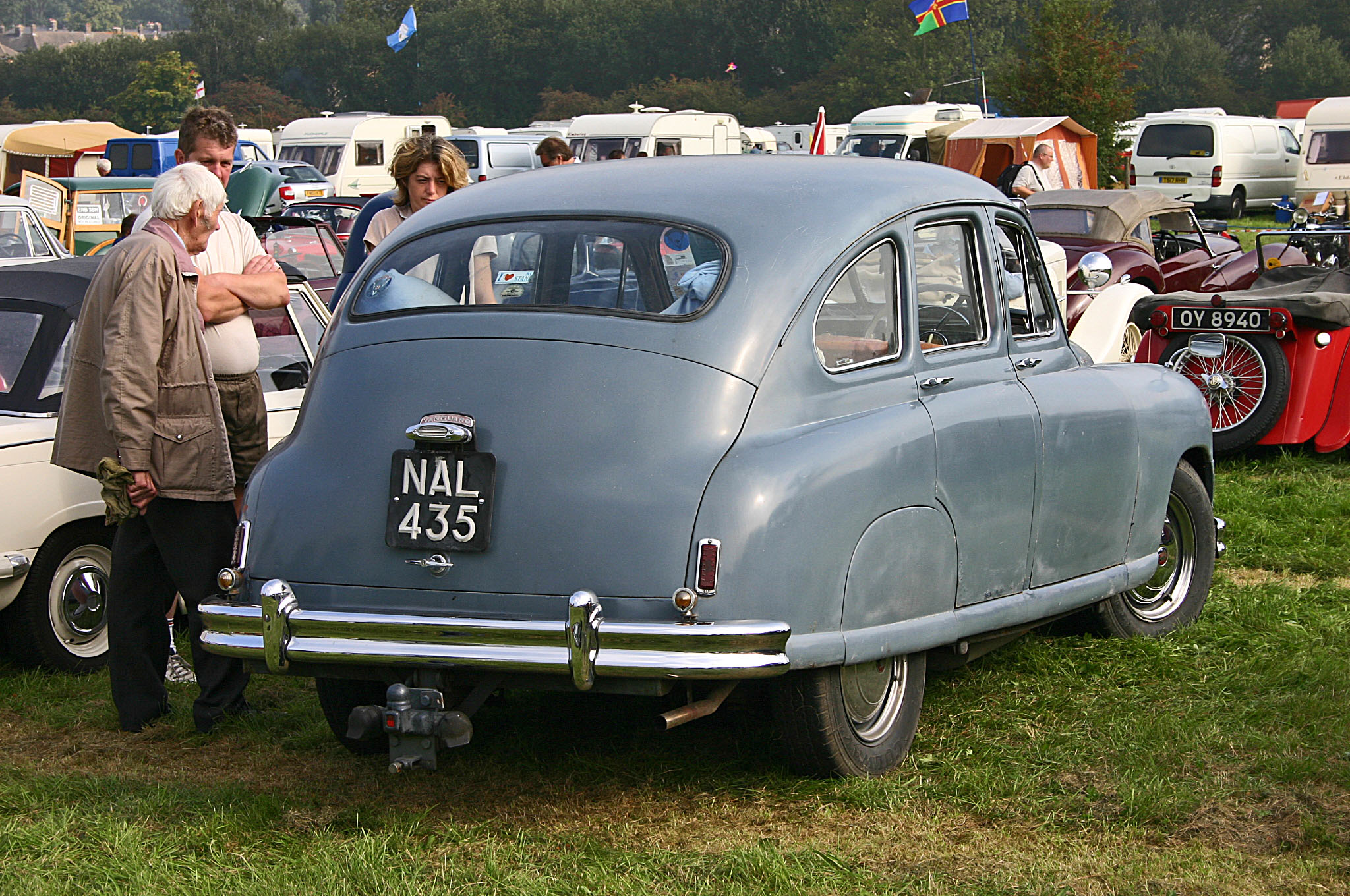
Vanguard Phase IA — вид сзади

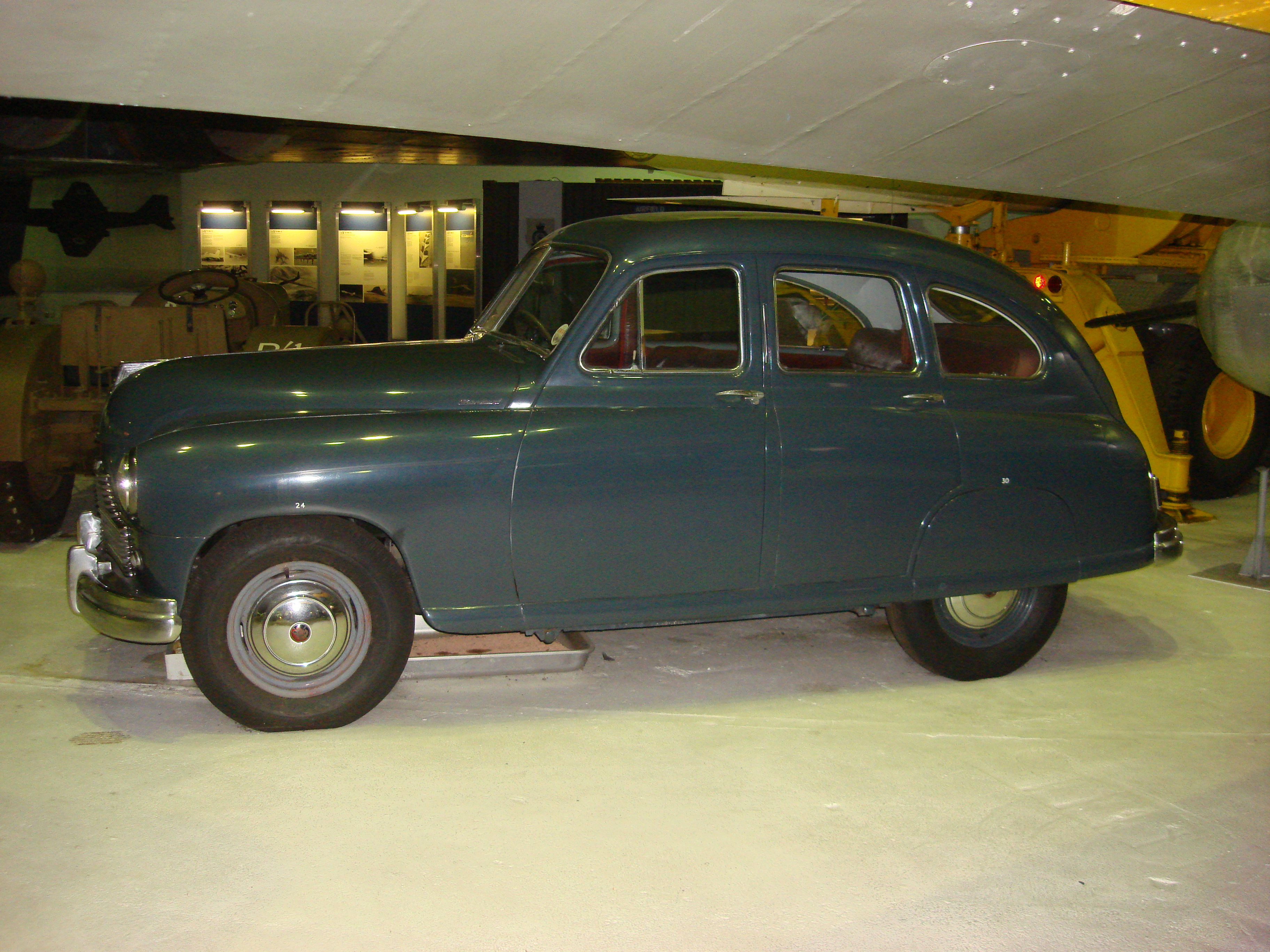
Standard Vanguard RAF

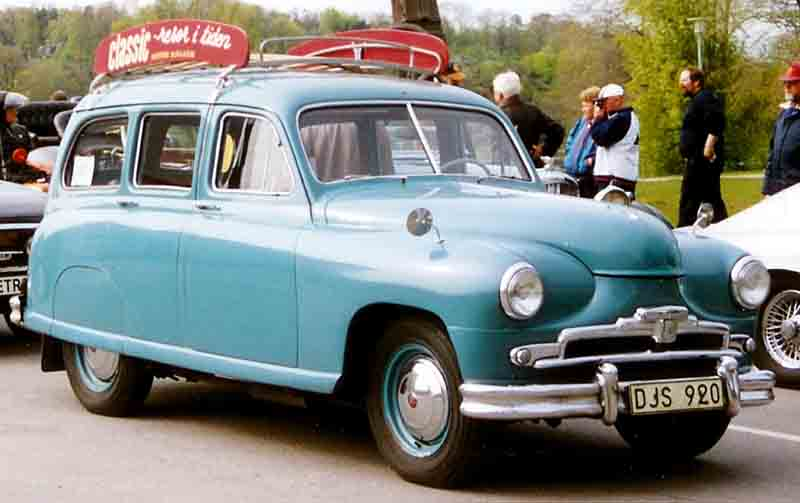
Standard Vanguard Phase 1A 1954 года

## Vanguard Phase II
Второе поколение отличалось кузовом — он стал обычным трёхобъёмным седаном. Объём багажника увеличился почти в два раза, значительно улучшился задний обзор. Появился вариант с дизельным двигателем от трактора «Ferguson» (60 л. с.). Этот двигатель имел сложное управление топливной аппаратурой и особым спросом не пользовался — было выпущено всего 1973 экземпляра. Привод сцепления стал гидравлическим, изменились подвески (убрали стабилизатор поперечной устойчивости), колёса.

## Vanguard Phase III
Третье поколение получило полностью новый кузов несущего типа с массивным подрамником спереди (вместо рамного). Кузов был ниже и длиннее, современнее по форме. Двигатель форсировали до 68 л. с. за счёт нового карбюратора (однокамерный, типа Solex). Отопитель стал стандартным оборудованием, но радиоприёмник остался дополнительным оборудованием.
В 1958 году автомобиль был подвергнут фейслифтингу, дизайнер — Джовани Микелотти из итальянского кузовного ателье Vignale. Помимо изменений во внешности, как опция предлагалась коробка передач с напольным переключением. Электрический стеклоочиститель с омывателем стали стандартным оборудованием, но радиоприёмник по-прежнему устанавливался только за дополнительные деньги. В таком виде автомобиль выпускался до 1961 года.
Последняя модификация Vanguard (1960—1963) имела шестицилиндровый двигатель от модели Triumph 2000 (1991 см³, 80 л. с.). В 1963 году модель была полностью вытеснена Triumph 2000, вместе с ней исчезло с рынка автомобилей и само имя «Standard».